# Deckersberg
Deckersberg ist ein Gemeindeteil der Gemeinde Happurg im Landkreis Nürnberger Land (Mittelfranken, Bayern). Deckersberg liegt in der Gemarkung Happurg.

## Lage
Das Dorf liegt auf einer Hochfläche der Hersbrucker Alb oberhalb des Happurger Sees, bzw. des Förrenbachtals an der Kreisstraße LAU 7, die zur Staatsstraße 2236 bei Happurg (2,1 km nordöstlich) bzw. nach Kruppach führt (1,7 km westlich). Eine Gemeindeverbindungsstraße führt nach Vorderhaslach (1,6 km südlich).

## Geschichte
Die erste urkundliche Erwähnung geht auf das Jahr 1253 zurück. Walther Schenk von Reicheneck überschrieb die Vogtei von „Dicolsperg“ dem Kloster Kastl in der heutigen Oberpfalz. Danach herrschten die Wittelsbacher über das Gebiet. 1302 wurde ein Lehensherr namens der Dicolsperger Heinrich erwähnt. 1358 erwarb Kaiser Karl IV. die Lehensherrschaft über Reicheneck und Deckersberg gehörte zum sogenannten neuböhmischen Territorium. Doch bereits 1373 veräußerte er große Teile wieder an die Wittelsbacher. Am 13. Juni 1504 eroberte die Freie Reichsstadt Nürnberg den Markt Happurg und die Burg Reicheneck mit seinem Landgebiet, somit gehörte auch Deckersberg fortan zu Nürnberg. 1525 im Zuge der Reformation wandten sich die bisher katholischen Deckersberger, vom Nürnberger Rat verordnet, dem lutherischen Bekenntnis zu. Im Zweiten Markgrafenkrieg zerstörte Markgraf Albrecht Alcibiades nahezu alle größeren Orte der Umgebung, Deckersberg blieb weitgehend verschont. Auch im Dreißigjährigen Krieg spielte Deckersberg nur eine untergeordnete Rolle. 1806 kam Deckersberg wieder unter Wittelsbacher Herrschaft ins neue Königreich Bayern.

## Beschreibung

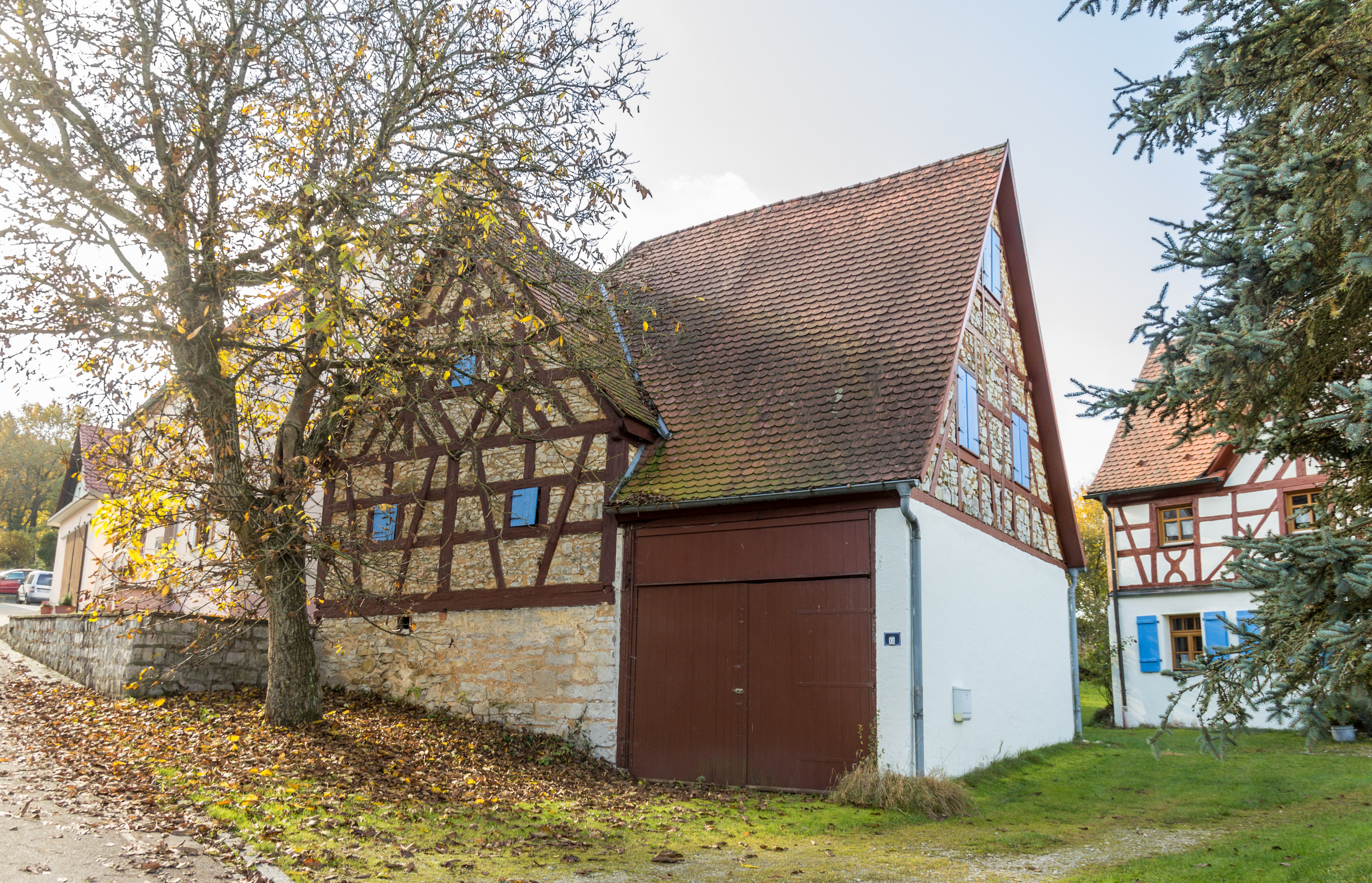
Scheune in Deckersberg, Baudenkmal

Deckersberg ist ländlich geprägt, hat keine Geschäfte, aber ein Gasthaus. Im Ortskern befinden sich einige Gebäude, die als Baudenkmal ausgewiesen sind.
Etwa einen Kilometer nordöstlich vom Ort liegt das zum Pumpspeicherkraftwerk Happurg gehörende Oberbecken. Es ist seit 2011 trockengelegt und soll saniert werden.

## Deckersberger Linde

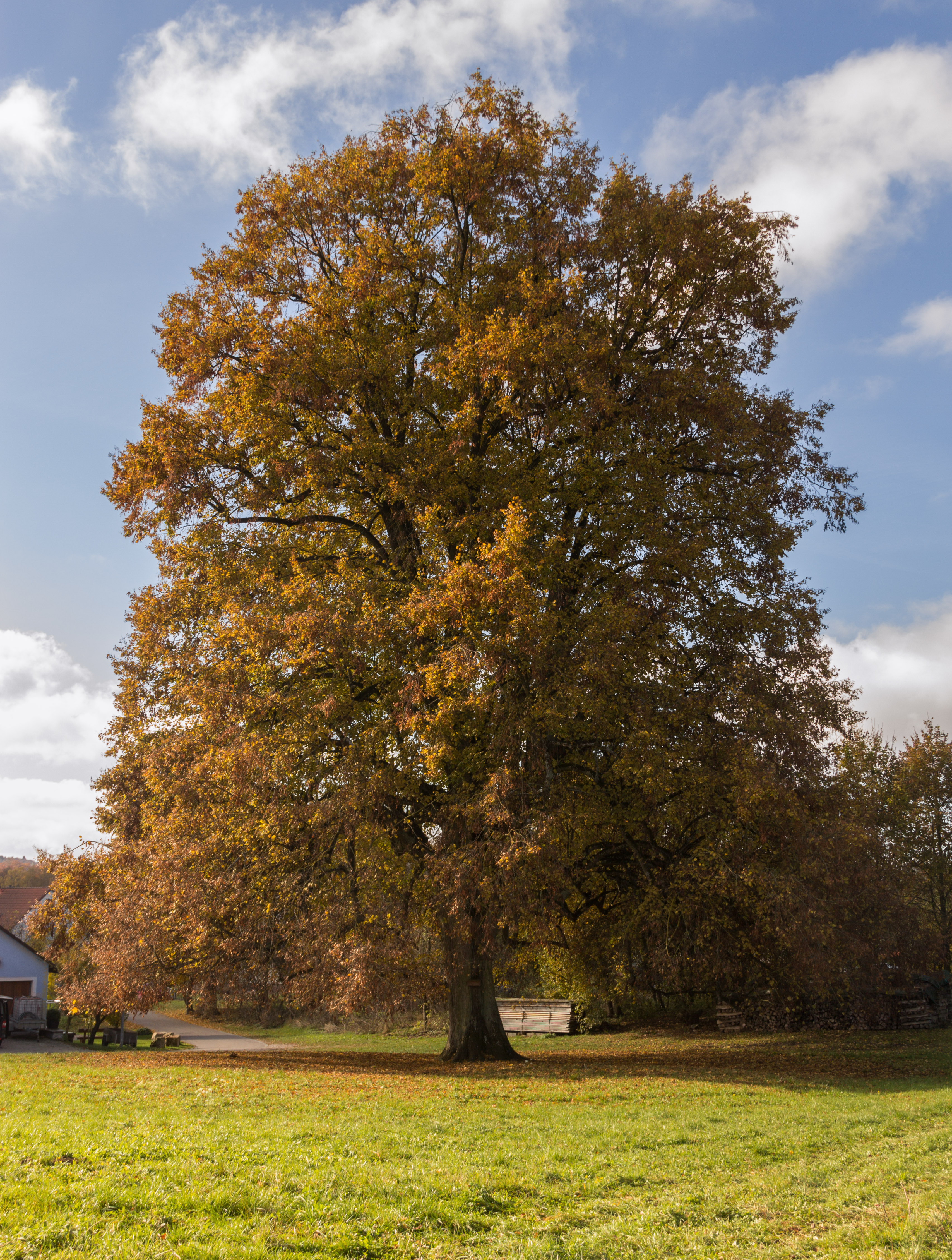
Die Deckersberger Linde

Am nördlichen Ortseingang befindet sich die Deckersberger Linde. Die etwa 300 Jahre alte Linde ist über 35 Meter hoch und hat einen Stammumfang von geschätzten 6 Metern. Sie ist ein ausgewiesenes Naturdenkmal.